# New Year's Smash 2024
New Year's Smash 2024 fue un especial de televisión que se transmitió en vivo el 22 de diciembre de 2023 por el canal televisivo estadounidense TBS como especiales de los programas de televisión semanales Dynamite y Rampage desde el Hammerstein Ballroom en Nueva York, Nueva York, 

## Producción
New Year's Smash es un especial de televisión que All Elite Wrestling (AEW) lleva a cabo alrededor del Año Nuevo desde enero de 2021.